# روم-جیدون اوسو-ادورو
روم-جیدون اوسو-ادورو (انگلیسی: Rome-Jayden Owusu-Oduro؛ زادهٔ ۲ ژوئیهٔ ۲۰۰۴) بازیکن فوتبال اهل پادشاهی هلند است که در حال حاضر برای آزد آلکمار در پست دروازه‌بان بازی می‌کند.
وی همچنین در تیم‌های ملی فوتبال زیر ۱۷ سال، زیر ۱۹ سال و زیر ۲۱ سال هلند بازی کرده است.

## دوران باشگاهی
روم-جیدون اوسو-ادورو فوتبال را با پیوستن از دی‌وی‌سی بویکسلووت به آکادمی آ.ز آلکمار آغاز کرد و از ردهٔ زیر ۱۲ سال در تیم‌های پایهٔ این باشگاه بازی کرد. پس از پیشرفت در رده‌های مختلف سنی، در ۸ دسامبر ۲۰۲۳ قراردادی حرفه‌ای جدید با آ.ز امضا کرد که تا پایان فصل ۲۸–۲۰۲۷ اعتبار دارد. او با مهارهای سرنوشت‌ساز خود، نقش مهمی در کسب دوگانهٔ قهرمانی لیگ و جام توسط تیم زیر ۱۸ سال آ.ز در فصل ۲۲–۲۰۲۱ داشت.
اووسو-ادورو در بازی ویدئویی فوتبال منیجر ۲۰۲۲ به‌عنوان یکی از استعدادهای پنهان («واندرکید») مطرح شد و سایت‌هایی مانند «پلنت فوتبال» او را در میان بهترین استعدادهای ناشناخته قرار دادند.

### یونگ آ.ز
اووسو-ادورو در ۲۶ اوت ۲۰۲۲ در دیدار برابر باشگاه فوتبال آیندهوون نخستین بازی خود در اردیویژه بی را برای باشگاه فوتبال یونگ آزد انجام داد. در ۲۱ آوریل ۲۰۲۳، او در ضربات پنالتی دو پنالتی را مهار کرد و باعث صعود آ.ز به فینال لیگ جوانان یوفا ۲۳–۲۰۲۲ پس از پیروزی برابر اسپورتینگ لیسبون شد. در فینال نیز در ترکیب اصلی قرار داشت و آزد با نتیجهٔ ۵–۰ باشگاه فوتبال هایدوک اسپلیت را شکست داد.

### آ.زد
در ۱۴ دسامبر ۲۰۲۳، اووسو-ادورو نخستین بازی خود را برای تیم بزرگسالان آ.ز در چارچوب لیگ کنفرانس اروپا و در دیداری خارج از خانه برابر باشگاه فوتبال لگیا ورشو انجام داد. در ۲۱ آوریل ۲۰۲۵، در فینال جام حذفی فوتبال هلند برابر گو اهد ایگلز در ترکیب اصلی حضور داشت؛ مسابقه‌ای که در وقت قانونی با تساوی ۱–۱ به پایان رسید و در نهایت آ.ز در ضربات پنالتی شکست خورد.

## دوران ملی
در ۲۵ مارس ۲۰۲۳، اووسو-ادورو در ترکیب تیم ملی فوتبال زیر ۲۰ سال هلند در دیداری دوستانه برابر فرانسه به میدان رفت؛ مسابقه‌ای که با پیروزی ۲–۱ هلند همراه شد.

## زندگی شخصی
اووسو-ادورو از مادری غَنایی و پدری هلندی متولد شده و به همین دلیل، واجد شرایط بازی برای تیم ملی غنا نیز هست.